# Высоково (Ручьёвское сельское поселение)
Высоково — деревня в Конаковском районе Тверской области. Входит в состав Ручьёвского сельского поселения.

## География
Находится в юго-восточной части Тверской области на расстоянии приблизительно 23 км на восток-юго-восток по прямой от районного центра города Конаково на левом берегу реки Сестра.

## История
Известна с 1628 года как пустошь, владение Фёдора Ивановича Шереметева. В 1859 году здесь (деревня Корчевского уезда Тверской губернии) было учтено 12 дворов, в 1900 году — 28 дворов. В годы коллективизации был создан колхоз «Красное знамя».

## Население
| Численность населения | Численность населения | Численность населения | Численность населения |
| 1859                  | 1900                  | 2002                  | 2010                  |
| --------------------- | --------------------- | --------------------- | --------------------- |
| 137                   | ↗170                  | ↘15                   | ↗39                   |